# Thysanoteuthis rhombus
Thysanoteuthis rhombus е вид главоного от семейство Thysanoteuthidae. Видът не е застрашен от изчезване.

## Разпространение и местообитание
Разпространен е в Австралия, Ангола, Антигуа и Барбуда, Бангладеш, Бахамски острови, Белиз, Бенин, Бермудски острови, Бонер, Бруней, Вануату, Великобритания, Венецуела, Виетнам, Габон, Галапагоски острови, Гамбия, Гана, Гваделупа, Гватемала, Гвиана, Гвинея, Гвинея-Бисау, Гренада, Гуам, Демократична република Конго, Джибути, Доминика, Доминиканска република, Египет, Еквадор, Екваториална Гвинея, Еритрея, Йемен, Източен Тимор, Индия (Андамански острови), Индонезия, Ирландия, Испания (Канарски острови), Кабо Верде, Кайманови острови, Камбоджа, Камерун, Канада, Кения, Кирибати, Китай, Колумбия, Коморски острови, Коста Рика, Кот д'Ивоар, Куба, Кюрасао, Либерия, Мавритания, Мавриций, Мадагаскар, Малайзия, Мароко, Мартиника, Маршалови острови, Мексико, Мианмар, Микронезия, Мозамбик, Намибия, Науру, Нигерия, Никарагуа, Ниуе, Нова Каледония, Оман, Острови Кук, Пакистан, Панама, Папуа Нова Гвинея, Перу, Питкерн, Португалия (Азорски острови и Мадейра), Провинции в КНР, Пуерто Рико, Саба, Самоа, Саудитска Арабия, САЩ (Аляска и Хавайски острови), Свети Мартин, Северна Корея, Сейнт Винсент и Гренадини, Сейнт Китс и Невис, Сейнт Лусия, Сен Естатиус, Сенегал, Сиера Леоне, Сингапур, Синт Мартен, Соломонови острови, Сомалия, Судан, Суринам, Тайван, Тайланд, Танзания, Того, Токелау, Тонга, Тринидад и Тобаго, Тувалу, Фиджи, Филипини, Френска Гвиана, Френска Полинезия, Хаити, Хондурас, Хонконг, Шри Ланка, Южна Африка, Южна Корея, Ямайка и Япония.
Обитава океани и морета в райони с тропически, умерен и субтропичен климат. Среща се на дълбочина от 18 до 2603,5 m, при температура на водата от 3,1 до 27,7 °C и соленост 33,8 – 37,9 ‰.